# Pohár Rudého práva 1982/1983
Pátý ročník Poháru Rudého práva v ledním hokeji se konal od 8. září 1982 – 8. září 1983. Stejně jako v předchozím ročníku se hrálo dlouhodobě se stejným herním systémem. Tzn. čtyři reprezentační mužstva sehrála dvoukolově vzájemná utkání. Tento ročník byl zároveň poslední. Z důvodu nedostatku vhodných termínů v mezinárodním hokejovém kalendáři se totiž redakční rada Rudého práva rozhodla ukončit organizování turnaje. Dlouhodobý systém navíc neplnil původní záměr a poslání poháru.
Československý tým se do turnaje zapojil až v dubnu 1983, kdy sehrál přípravná utkání pro nadcházející hokejové mistrovství světa v NSR.

## Výsledky a tabulka
| Poř.             | Tým            | Z | V | R | P | Skóre | B  |
| ---------------- | -------------- | - | - | - | - | ----- | -- |
| Zlatá medaile    | SSSR           | 6 | 4 | 2 | 0 | 26:18 | 10 |
| Stříbrná medaile | Československo | 6 | 4 | 0 | 2 | 42:21 | 8  |
| Bronzová medaile | Švédsko        | 6 | 2 | 1 | 3 | 18:28 | 5  |
| 4.               | Finsko         | 6 | 0 | 1 | 5 | 18:37 | 1  |

 Finsko –  Švédsko 3:6 (1:2, 1:2, 1:2)
8. září 1982 – Jyväskylä

Branky Finska: 19. Petri Skriko, 26. Raimo Summanen, 49. Risto Jalo.

Branky Švédska: 1. Bo Berglund, 3. Thom Eklund, 27. Roger Hägglund, 32. Roland Eriksson, 45. Roger Hägglund, 47. Jan Eriksson.
Švédsko: Peter Lindmark - Göran Lindblom, Mats Thelin, Bo Eriksson, Thomas Eriksson, Peter Andersson, Roger Hägglund, Nordström, Jan Eriksson - Bo Berglund, Roland Eriksson, Holmgren - Peter Sundström, Ove Olsson, Jan Erixon - Håkan Loob, Thomas Rundqvist, Tommy Mörth - Thom Eklund, Mats Ulander.
 Švédsko –  SSSR 2:4 (0:0, 2:0, 0:4)
12. prosince 1982 – Gävle

Branky Švédska: 22. Jan Eriksson, 23. Ove Olsson.

Branky SSSR: 44. Vjačeslav Fetisov, 46. Alexandr Skvorcov, 51. Vjačeslav Fetisov, 58. Vladimir Krutov.

Rozhodčí: Vladimír Šubrt (TCH)
SSSR: Vladislav Treťjak - Alexej Kasatonov, Vjačeslav Fetisov, Zinetula Biljaletdinov, Vasilij Pěrvuchin, Sergej Babinov, Sergej Gimajev, Igor Martynov - Nikolaj Drozděckij, Igor Larionov, Vladimir Krutov - Alexandr Malcev, Anatolij Semjonov, Sergej Světlov - Alexandr Gerasimov, Vjačeslav Bykov, Michail Vasiljev - Alexandr Koževnikov, Vladimir Golikov, Viktor Ťumeněv - Alexandr Skvorcov.
Švédsko: Lars Eriksson - Mats Waltin, Thomas Eriksson, Tommy Samuelsson, Michael Thelvén, Peter Andersson, Roger Hägglund, Bo Eriksson - Håkan Loob, Thomas Rundqvist, Peter Gradin - Peter Sundström, Bo Berglund, Jan Erixon - Håkan Södergren, Ove Olsson, Tommy Mörth - Thom Eklund, Roland Eriksson, Silfverberg.
 Švédsko –  SSSR 3:3 (2:0, 0:1, 1:2)
13. prosince 1982 – Stockholm

Branky Švédsko: 3. Silfverberg, 16. Mats Waltin, 43. Mats Ulander.

Branky SSSR: 23. Vjačeslav Bykov, 56. Vladimir Krutov, 60. Alexandr Malcev.

Rozhodčí: Vladimír Šubrt (TCH)
SSSR: Vladimir Myškin - Alexej Kasatonov, Vjačeslav Fetisov, Zinetula Biljaletdinov, Vasilij Pěrvuchin, Sergej Babinov, Sergej Gimajev, Igor Martynov - Alexandr Malcev, Igor Larionov, Vladimir Krutov - Alexandr Koževnikov, Anatolij Semjonov, Sergej Jašin - Alexandr Gerasimov, Vjačeslav Bykov, Michail Vasiljev - Alexandr Skvorcov, Vladimir Golikov, Nikolaj Drozděckij - Sergej Světlov.
Švédsko: Göte Wälitalo - Mats Waltin, Thomas Eriksson, Tommy Samuelsson, Michael Thelvén, Peter Andersson, Roger Hägglund - Håkan Loob, Thomas Rundqvist, Peter Gradin - Peter Sundström, Bo Berglund, Jan Erixon - Håkan Södergren, Ove Olsson, Tommy Mörth - Mats Ulander, Roland Eriksson, Silfverberg
 Finsko –  SSSR 3:3 (3:0, 0:2, 0:1)
9. února 1983 – Joensuu

Branky Finska: 7. Raimo Summanen, 16. Timo Susi, 18. Raimo Summanen.

Branky SSSR: 36. Vasilij Pěrvuchin, 40. Vjačeslav Bykov, 51. Helmuts Balderis.

Rozhodčí: Milan Jirka (TCH)

Vyloučení: 6:3 (využití 0:1)
SSSR: Vladislav Treťjak - Alexej Kasatonov, Vjačeslav Fetisov, Zinetula Biljaletdinov, Vasilij Pěrvuchin, Sergej Babinov, Jurij Vožakov,  Vladimir Zubkov - Viktor Ťumeněv, Igor Larionov, Vladimir Krutov - Helmuts Balderis, Sergej Šepelev, Sergej Kapustin - Alexandr Koževnikov, Anatolij Semjonov, Sergej Světlov - Alexandr Skvorcov, Vjačeslav Bykov, Michail Vasiljev - Viktor Žluktov.
 Finsko –  SSSR 3:7 (1:2, 2:5, 0:0)
10. února 1983 – Kouvola

Branky Finska: 9. Rautakallio, 22. Timo Susi, 36. Raimo Summanen.

Branky SSSR: 6. Sergej Světlov, 20. Michail Vasiljev, 23. Sergej Světlov, 24. Sergej Světlov, 28. Zinetula Biljaletdinov, 30. Viktor Ťumeněv, 33. Ilja Bjakin.

Rozhodčí: Milan Jirka (TCH)
SSSR: Vladimir Myškin - Alexej Kasatonov, Vjačeslav Fetisov, Zinetula Biljaletdinov, Vasilij Pěrvuchin, Sergej Babinov, Jurij Vožakov, Ilja Bjakin, Vladimir Zubkov - Viktor Ťumeněv, Igor Larionov, Vladimir Krutov - Helmuts Balderis, Sergej Šepelev, Sergej Kapustin - Alexandr Koževnikov, Viktor Žluktov, Sergej Světlov - Alexandr Skvorcov, Vjačeslav Bykov, Michail Vasiljev - Anatolij Semjonov.
 Československo –  Švédsko 11:2 (4:0, 2:2, 5:0)
4. dubna 1983 – Olomouc

Branky a nahrávky Československa: 5:28 Oldřich Válek (Pavel Richter), 12:59 Igor Liba (Dárius Rusnák), 13:08 Oldřich Válek (Pavel Richter), 18:49 Vincent Lukáč (Dárius Rusnák), 29:17 Igor Liba (Vincent Lukáč), 37:32 Vincent Lukáč (Igor Liba), 41:25 Igor Liba, 46:07 Vincent Lukáč (Igor Liba), 50:46 Dárius Rusnák (Igor Liba), 52:05 František Musil (Ladislav Svozil), 59:19 František Černý (Jiří Hrdina, Dušan Pašek).

Branky a nahrávky Švédska: 32:55 Håkan Södergren (Thomas Eriksson), 39:57 Peter Sundström (Ove Olsson).

Rozhodčí: Pertti Juhola (FIN) – Slavomír Caban (TCH), Jozef Kriška (TCH)

Vyloučení: 6:10 (využití 4:0)
ČSSR: Dominik Hašek – Milan Chalupa, Jaroslav Benák, Radoslav Svoboda, Eduard Uvíra, Arnold Kadlec, František Musil – Jiří Lála, Ladislav Svozil, František Černík – Vincent Lukáč, Dárius Rusnák, Igor Liba – Oldřich Válek, Vladimír Růžička, Pavel Richter – Jiří Hrdina, Dušan Pašek, František Černý.
Švédsko: Göran Högosta – Peter Andersson, Bo Eriksson, Thomas Eriksson, Tommy Samuelsson, Mats Waltin, Mats Thelin, Peter Loob, Roger Hägglund – Bo Berglund, Roland Eriksson, Mats Ulander – Håkan Södergren, Leif Holmgren, Tommy Mörth – Kent Johansson, Thomas Rundqvist, Jan Erixon – Peter Sundström, Thom Eklund, Ove Olsson.
 Československo –  Švédsko 6:2 (0:1, 1:0, 5:1)
5. dubna 1983 – Brno

Branky a nahrávky Československa: 35:50 Vladimír Caldr (Jiří Lála), 49:22 Karel Holý, 51:33 Jaroslav Korbela (Petr Klíma), 53:38 Dárius Rusnák (Vincent Lukáč), 54:45 Dárius Rusnák, 57:32 Juraj Bakoš (Otakar Janecký).

Branky a nahrávky Švédska: 3:57 Roger Hägglund, 47:38 Kent Johansson (Mats Thelin, Thomas Rundqvist).

Rozhodčí: Pertti Juhola (FIN) – Slavomír Caban (TCH), Jozef Kriška (TCH)

Vyloučení: 4:7 (využití 1:0, v oslabení 2:0) navíc Eduard Uvíra a Bo Berglund na 5 min.
ČSSR: Jiří Králík – Milan Chalupa, Jaroslav Benák, Radoslav Svoboda, Eduard Uvíra, Ladislav Kolda - Antonín Plánovský, Arnold Kadlec, Juraj Bakoš – Jiří Lála, Ladislav Svozil, Vladimír Caldr – Vincent Lukáč, Dárius Rusnák, Igor Liba – Jaroslav Korbela, Karel Holý, Petr Klíma – Jiří Šejba, Ondřej Weissmann, Otakar Janecký.
Švédsko: Peter Lindmark – Peter Andersson, Bo Eriksson, Thomas Eriksson, Tommy Samuelsson, Mats Waltin, Mats Thelin, Peter Loob, Roger Hägglund, Roland Eriksson, Mats Ulander – Håkan Södergren, Leif Holmgren, Tommy Mörth – Kent Johansson, Thomas Rundqvist, Jan Erixon – Peter Sundström, Bo Berglund, Ove Olsson.
 Švédsko –  Finsko 3:1 (0:0, 1:0, 2:1)
8. dubna 1983 – Stockholm

Branky Švédska: 27. Jan Erixon, 49. Jan Erixon, 48. Thom Eklund.

Branky Finska: 50. Pekka Järvelä.

Rozhodčí: Milan Jirka (TCH)
Švédsko: Göte Wälitalo - Peter Andersson, Bo Eriksson, Tommy Samuelsson, Thomas Eriksson, Mats Waltin, Mats Thelin, Peter Loob, Roger Hägglund - Mats Ulander, Roland Eriksson, Thom Eklund - Håkan Södergren, Leif Holmgren, Tommy Mörth - Kent Johansson, Thomas Rundqvist, Jan Erixon - Peter Sundström, Bo Berglund, Ove Olsson.
 Československo –  Finsko 9:6 (2:1, 4:4, 3:1)
10. dubna 1983 – Plzeň

Branky Československa: 8:00 Petr Rosol, 11:30 Dárius Rusnák, 22:29 Jiří Lála, 25:24 Igor Liba, 29:50 Arnold Kadlec, 34:11 Igor Liba, 43:10 Arnold Kadlec, 44:56 Vladimír Caldr, 53:52 František Černý.

Branky Finska: 8:44 Pekka Rautakallio, 32:03 Petri Skriko, 37:11 Pekka Rautakallio, 37:42 Arto Javanainen, 39:59 Matti Hagman (Risto Siltanen), 46:40 Pekka Rautakallio.

Rozhodčí: Alexandr Fedotov (URS) – Zdeněk Bouška (TCH), Jindřich Simandl (TCH)

Vyloučení: 8:16 (využití 5:0, v oslabení 1:0) navíc Kaario na 10 min za nesportovní chování.
ČSSR: Dominik Hašek – Arnold Kadlec, Miloslav Hořava, Ladislav Kolda, František Musil, František Joun, Antonín Plánovský – Vladimír Caldr, Karel Holý, Pavel Richter – Jiří Lála, Dárius Rusnák, Igor Liba – Petr Rosol, Ondřej Weissmann, František Černík – Oldřich Válek, Dušan Pašek, František Černý.
Finsko: Hannu Kamppuri (31. Kari Takko) – Tapio Levo, Pekka Rautakallio, Hannu Helander, Risto Siltanen, Matti Kaario, Pertti Lehtonen, Lasse Litma, Markus Lehto – Kari Makkonen, Matti Hagman, Arto Javanainen – Timo Susi, Juha Nurmi, Anssi Melametsä – Tony Arima, Pekka Järvelä, Petri Skriko.
 Československo –  Finsko 9:2 (1:0, 3:1, 5:1)
11. dubna 1983 (16:30) – Teplice

Branky Československa: 9:20 Jiří Dudáček (František Joun), 21:38 Jiří Šejba (František Musil), 31:33 Jiří Šejba, 34:58 Jiří Dudáček, 41:16 Karel Holý, 48:20 Petr Rosol, 50:53 Vladimír Růžička (Petr Klíma), 52:00 Jiří Šejba, 58:22 Vladimír Růžička (Petr Rosol).

Branky Finska: 23:11 Arto Javanainen (Pekka Rautakallio), 47:05 Arto Javanainen.

Rozhodčí: Alexandr Fedotov (URS) – Zdeněk Bouška (TCH), Jindřich Simandl (TCH)

Vyloučení: 7:11 (využití 4:0) navíc Hagman na 10 min.
ČSSR: Jiří Králík – Ladislav Kolda, Miloslav Hořava, František Joun, Antonín Plánovský, Ivan Černý, František Musil, Pavel Setíkovský, Juraj Bakoš – Petr Rosol, Vladimír Růžička,  Petr Klíma – Jiří Dudáček, Karel Holý, Ivan Dornič – Jiří Šejba, Jiří Hrdina, Otakar Janecký – Oldřich Válek, Ondřej Weissmann, František Černý.
Finsko: Kari Takko – Pekka Rautakallio, Lasse Litma, Hannu Helander, Risto Siltanen, Pertti Lehtonen, Matti Kaario – Tapio Levo, Matti Hagman, Arto Javanainen – Tony Arima, Juha Nurmi, Anssi Melametsä – Petri Skriko, Pekka Järvelä, Arto Sirviö – Risto Jalo.
 Československo –  SSSR 3:5 (0:2, 3:2, 0:1)
6. září 1983 (17:00) – Pardubice

Branky a nahrávky Československa: 23. Ladislav Svozil (Jiří Lála, Miloslav Hořava), 31. Vincent Lukáč (Dárius Rusnák), 40. Vladimír Růžička (Pavel Richter, Arnold Kadlec).

Branky a nahrávky SSSR: 0:19 Sergej Makarov (Alexandr Koževnikov, Igor Larionov), 0:48 Sergej Kapustin (Helmuts Balderis), 30. Vjačeslav Bykov (Alexandr Gerasimov), 31. Sergej Jašin, 56. Sergej Makarov (Alexandr Koževnikov).

Rozhodčí: Karl-Gustav Kaisla (FIN) – Jan Tatíček (TCH), Jiří Brunclík (TCH)

Vyloučení: 3:3 (využití 1:0, v oslabení 1:0) navíc Koževnikov na 5 min.
ČSSR: Dominik Hašek (1. Jiří Králík) – Radoslav Svoboda, František Musil, Milan Chalupa, Jaroslav Benák, Arnold Kadlec, Miloslav Hořava, Mojmír Božík, Ernest Bokroš – Vincent Lukáč, Dárius Rusnák, Igor Liba – Jaroslav Korbela, Vladimír Růžička, Pavel Richter – Jiří Lála, Ladislav Svozil, František Černík – Jiří Šejba, Dušan Pašek, Vladimír Caldr.
SSSR: Vladislav Treťjak – Alexej Kasatonov, Vjačeslav Fetisov, Irek Gimajev, Sergej Babinov, Vladimir Zubkov, Sergej Starikov, Zinetula Biljaletdinov, Vasilij Pěrvuchin – Sergej Makarov, Igor Larionov, Alexandr Koževnikov – Helmuts Balderis, Viktor Žluktov, Sergej Kapustin – Alexandr Gerasimov, Vjačeslav Bykov, Andrej Chomutov – Igor Boldin, Sergej Šepelev, Sergej Jašin.
 Československo –  SSSR 3:4 (0:2, 0:2, 3:0)
8. září 1983 (17:00) – Ostrava

Branky Československa: 46. Igor Liba, 54. Milan Chalupa, 58. Pavel Richter.

Branky SSSR: 4. Sergej Makarov, 19. Igor Boldin, 25. Sergej Makarov, 32. Zinetula Biljaletdinov.

Rozhodčí: Karl-Gustav Kaisla (FIN) – Josef Furmánek (TCH), Miroslav Lipina (TCH)

Vyloučení: 2:5 (využití 1:1, v oslabení 0:1) navíc Kasatonov na 10 min.
ČSSR: Jiří Králík – Milan Chalupa, Jaroslav Benák, Radoslav Svoboda, Eduard Uvíra, Arnold Kadlec, Miloslav Hořava, Mojmír Božík, Ernest Bokroš – Vincent Lukáč, Dárius Rusnák, Igor Liba – Jaroslav Korbela, Vladimír Růžička, Pavel Richter – Jiří Lála, Ladislav Svozil, František Černík – Jiří Dudáček, Dušan Pašek, Vladimír Caldr.
SSSR: Vladislav Treťjak – Alexej Kasatonov, Vjačeslav Fetisov, Irek Gimajev, Sergej Babinov, Vladimir Zubkov, Sergej Starikov, Zinetula Biljaletdinov, Vasilij Pěrvuchin – Sergej Makarov, Igor Larionov, Alexandr Koževnikov – Helmuts Balderis, Viktor Žluktov, Sergej Kapustin – Alexandr Gerasimov, Vjačeslav Bykov, Andrej Chomutov – Igor Boldin, Sergej Světlov, Sergej Šepelev.

## Soupisky týmů
1.  SSSR

Brankáři: Vladislav Treťjak, Vladimir Myškin.

Obránci:  Alexej Kasatonov, Vjačeslav Fetisov, Zinetula Biljaletdinov, Vasilij Pěrvuchin, Sergej Starikov, Irek Gimajev, Vladimir Zubkov, Sergej Babinov, Ilja Bjakin, Jurij Vožakov, Sergej Gimajev, Igor Martynov.

Útočníci: Sergej Makarov, Igor Larionov, Vladimir Krutov, Sergej Kapustin, Alexandr Gerasimov, Viktor Žluktov, Helmuts Balderis, Sergej Šepelev, Alexandr Koževnikov, Alexandr Malcev, Nikolaj Drozděckij, Vladimir Golikov, Anatolij Semjonov, Sergej Světlov, Alexandr Skvorcov, Andrej Chomutov, Vjačeslav Bykov, Michail Vasiljev, Viktor Ťumeněv, Sergej Jašin, Igor Boldin.

Trenéři: Viktor Tichonov, Vladimir Jurzinov.
2.  Československo

Brankáři: Jiří Králík, Dominik Hašek.

Obránci: Milan Chalupa, Jaroslav Benák, Radoslav Svoboda, Eduard Uvíra, Arnold Kadlec, František Musil, Miloslav Hořava, Mojmír Božík, Ernest Bokroš, Ladislav Kolda, František Joun, Antonín Plánovský, Ivan Černý, Pavel Setíkovský, Juraj Bakoš.

Útočníci: Jiří Lála, Ladislav Svozil, František Černík, Vincent Lukáč, Dárius Rusnák, Igor Liba, Oldřich Válek, Vladimír Růžička, Pavel Richter, Jiří Hrdina, Dušan Pašek, František Černý, Vladimír Caldr, Jaroslav Korbela, Karel Holý, Petr Klíma, Jiří Šejba, Ondřej Weissmann, Otakar Janecký, Petr Rosol, Jiří Dudáček, Ivan Dornič.

Trenéři: Luděk Bukač, Stanislav Neveselý.